# Nahane
Els nahane són un grup de tribus índies na-dené, el nom de la qual vol dir "poble del sol ponent". Es dividien en nou bandes: esbataottine, etagottine, kaska, tutchone o pelly river, tagish, takutine, tahltan, titshotine i tsethaottine o mountain. Vivien als marges est i oest de les Rocoses (Colúmbia Britànica), mentre que els kaska vivien al territori de Yukon. Cap al 1910 eren uns 1.000 individus. El 1950 hi havia 760 amb els tahltan i kaska, i segons Asher el 1980 eren 750, dels quals només 100 parlaven la llengua.
Eren nòmades i sense organització social definida, llevat d'una línia patrilineal en la llei de successió, i encara es divideixen en bandes nòmades independents en territoris de cacera de caribú propis. Passaven l'hivern en tipis-habitacles de gran mida, i a l'estiu en cabanes de pals o d'estopa i penjadissos. Es desplaçaven en trineus de neu, canoes i tobogans.
Físicament se semblen als altres na-dené de la costa de la Colúmbia Britànica. No tenen cap creença religiosa peculiar, i no se'n sap gaire de llurs creences tradicionals; aparentment, com els seus veïns sekani al sud, creien en esperits dels animals i en pràctiques de xamans i remeiers; i s'hi establí amb molt poc èxit una missió catòlica entre els tahtlan.